# انتخابات محلية
تتنوع الانتخابات المحلية على نطاق واسع عبر ولايات القضاء. ففي النظام الانتخابي الذي يتبع تقريبًا نموذج وستمنستر، تطور هذا المصطلح مع وجود أدوار مثل التي يقوم بها العمدة أو آمر السجن ليصف بذلك الإجراءات التنفيذية التي يتم تطبيقها في المدينة أو البلدة أو الإقليم على الرغم من اختلاف الوسائل الفعلية للانتخابات. وغالبًا ما يتم الاضطلاع بالمهن السياسية على المستوى المحلي: فعلى سبيل المثال، كان بوريس يلتسن، بوصفه مسؤولًا رفيع المستوى في موسكو، قادرًا على إثبات جدارته وفي نهاية المطاف نجح في تولي منصب رئيس روسيا بعد انهيار الاتحاد السوفيتي. وعندما خاض أول انتخابات محلية متنافس عليها، أبدى استعدادًا في إجراء انتخابات على السياسات التي يتبناها.

## الانتخابات المحلية حسب المنطقة

### إفريقيا
تتم الانتخابات المحلية في الجزائر تحت إشراف الهيئة العليا المستقلة لمراقبة الانتخابات.

### أوروبا
في إطار تبني مؤتمر المجلس الأوروبي له، يهدف الميثاق الأوروبي للحكم الذاتي المحلي إلى إرساء القواعد الأوروبية الأساسية من أجل ضبط وحماية قوانين السلطات المحلية. ويُلزم الميثاق كافة الأطراف بتطبيق القواعد الأساسية التي تضمن الاستقلال السياسي والإداري والمالي للسلطات المحلية. وفي سياق متصل، أجرى المؤتمر نشاطين رئيسيين في إطار تقييم عملية تنفيذ الميثاق: مراقبة الانتخابات المحلية والإقليمية والإشراف عليها. ويشرف المؤتمر بصورة منتظمة على الانتخابات المحلية و/أو الإقليمية في الدول الأعضاء والمرشحة، والتي تسمح بإمكانية مراقبة التقدم المحرز نحو الوصول إلى حالة الديمقراطية المحلية والإقليمية في الدول المعنية. وفيما يتعلق بمهمة المراقبة الموكلة إليه، يتولى المؤتمر مهمة إعداد التقارير الخاصة بعملية مراقبة الانتخابات.

### الشرق الأوسط
في دولتي السعودية والكويت، ثبت أن إدارة الانتخابات المحلية أسهل من الانتخابات التي تتم على نطاق أوسع وتؤثر على الحكومة الوطنية أو الفيدرالية. ومن خلال إتاحة الفرصة للأشخاص في التعبير عن رأيهم على مستوى النطاقات الأصغر من الحكومة، فيما يتعلق بمثل تلك القضايا الخاصة بموارد المياه والطاقة وأنظمة الصرف الصحي، فيعتقد أن الثقة التي سيتم بناؤها ستسهم في نهاية المطاف في إجراء إصلاحات على مستويات أعلى من الحكومة.
وفي أكثر الدول المتقدمة نضجًا، هناك دائمًا مساعٍ للحصول على مزيد من المعلومات الخاصة بالمرشحين والخيارات المتاحة أمام الأشخاص، والحفاظ على نفوذ الهيئات الوطنية الأكبر، مثل الحزب السياسي إلى الحد الأدنى منها، فلا تتطابق أجندتها الأيدلوجية تمامًا مع تلك الأجندة الخاصة بأي مكان آخر:

### نيوزيلندا
تجري الانتخابات المحلية كل ثلاث سنوات لانتخاب سياسيين حكوميين محليين للمرحلتين داخل الحكومة المحلية بنيوزلندا.

### المملكة المتحدة
في المملكة المتحدة، يشير مصطلح الانتخابات المحلية إلى الانتخابات التي تجرى على مستوى المقاطعة، والسلطة الموحدة، والحي، والضاحية، والمدينة، والبلدة فضلًا عن انتخابات الأبرشية. وتجرى هذه الانتخابات في الخميس الأول من شهر مايو من كل عام. وبشكل عام، يجتمع أعضاء المجلس لمدة أربع سنوات. ولقد انخفض عدد أعضاء المجلس (غير الحزبيين) على مدار السنوات الأربعين الماضية - وفي الوقت الحاضر تنتمي الأغلبية الساحقة من أعضاء المجالس المحليين إلى أحد الأحزاب الرئيسية.

### الولايات المتحدة
في الولايات المتحدة، هناك المزيد من التركيز على عملية الإصلاح الانتخابي، بما في ذلك الدعوة إلى التصويت التراتبي واللجوء إليه في اختيار كافة المديرين التنفيذيين البارزين. ويعتقد أن هذا النظام قد أتاح للأحزاب الصغيرة فرصة المنافسة، كما في حالة مات غونزاليس في سان فرانسيسكو، كاليفورنيا. وغالبًا ما يكون مثل هذا الإصلاح الذي يشهده الاقتراع أمرًا مكملًا للمضي قدمًا نحو تطبيق نظام "العمدة القوي"، كما في حالة بالتيمور، ماريلاند أو حسبما تمت الدعوة إلى ذلك مؤخرًا في أوكلاند، كاليفورنيا.